# Dorosoma cepedianum
Cá bẹ Mỹ (Danh pháp khoa học: Dorosoma cepedianum), theo tiếng Anh: American Shad, là một loài cá trích nước ngọt trong họ Clupeidae. Chúng thuộc chi cá trích nước ngọt Dorosoma, nguồn gốc chúng là vùng biển ven bờ Đại Tây Dương dọc dài miền đông Hoa Kỳ từ bán đảo Labrador đến vịnh Florida. 

## Đặc điểm
Cá bẹ Mỹ cái dài cỡ 14 in, nặng cỡ 3 pounds khi chúng mang thai thì bụng trứng cương phồng lên. Cá ăn nhiều vào buổi sáng, sau đó thì ăn từ từ theo đợt, và ăn nhiều lại vào buổi chiều. Thit cá tuy nhiều xương nhưng ăn rất ngon và béo. Ở Mỹ, Mỗi năm vào dịp tháng 4-5 âm lịch, đoạn sông Sacramento chảy qua thủ phủ của tiểu bang California cứ vào khoảng mùa này thì xuất hiện tại nơi đây và chỉ ở lại một vài tuần rồi lại bỏ đi nơi khác, chúng còn xuất hiện ở cửa sông Columbia. 

## Vòng đời
Vào mùa thu hàng năm là lúc cá bẹ nở trứng hồi đầu mùa xuân vừa kịp lớn mập qua một mùa hè và đang chuẩn bị họp đàn để thực hiện chuyến viễn du đầu tiên ra biển tìm chỗ ngủ đông. Lúc này cá nhiều thịt mà xương lại mềm. Chúng sẽ Ngủ đông ở vùng biến phía Nam có độ sâu trên 30m. Chúng sẽ sống ở biển Nam từ ba đến sáu năm tới khi phát dục lại bơi ngược lại biển Bắc, tìm về dòng sông, đúng bến nước xưa nơi nở trứng để đẻ trứng, hoàn tất một vòng đời.
Cá bẹ mẹ đẻ trứng vừa nhiều vừa nhanh, từ một trăm đến bốn trăm ngàn trứng trong bốn đến mười ngày, đẻ xong còn đủ sức quay lui bơi ra biển. Trứng cá bẹ nhỏ nhoi bé xíu như hạt phiêu sinh. Trứng cá và cá con không cần ai bảo bọc chăm sóc, tự hấp thụ tinh dịch, tự nở, tự lớn. Mà lớn cùi cụi, mập núc, đàn lũ lúc nhúc. 

## Xâm lấn
Cá này được du nhập ở Mỹ ban đầu với hơn 10.000 con từ miền đông sang thả nuôi trên sông Sacramento vào năm 1871. Năm năm sau chúng xuất hiện trên sông Columbia. Đến năm 1889 là năm vùng đất tươi xanh phía bắc sông Columbia trở thành tiểu bang thứ 42 của Hoa Kỳ, tiểu bang Washington, thì đã có trên 100.000 con ồ ạt bơi vào sông mỗi năm. Năm 1989, số lượng cá bẹ vào sông lên đến trên ba triệu con và năm l999 thì số cá lên tận chân đập Bonneville là sáu triệu con.
Ngoài ra, để thích nghi với thủy thổ mới, cá bẹ miền tây trở nên nhỏ con, kích thước và trọng lượng chỉ bằng một nửa cá miền đông. (Từ 28 in - 6 pounds/con xuống còn 14 in - 3 pounds/con). Chúng từ lâu đã xuất hiện ở vùng duyên hải tây-bắc Hoa Kỳ nhưng không nói rõ địa điểm. Người da đỏ bộ tộc Chinook sống hai bên sông Columbia thuộc hai tiểu bang Washington và Oregon thỉnh thoảng có dùng vợt xúc được cá bẹ Mỹ nhưng họ nghĩ đó là cá mòi.

## Khai thác

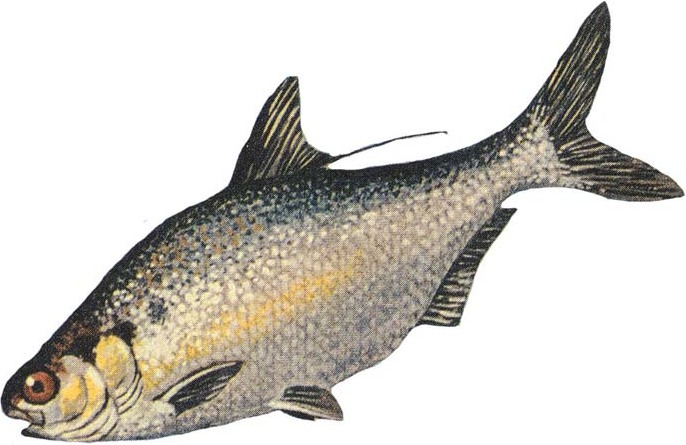
Cá bẹ Mỹ

Cá bẹ khô được ghi nhận là đã cứu quân đội của George Washington khỏi bị đói qua mùa đông khi họ đóng quân dọc Schuylkill River. Cá bẹ là nguồn thúc ăn chính cho các loại cá lớn như bluefish và striped bass. và đã từng là cá thương mại có giá trị ở District of Columbia, Maryland, Pennsylvania, và Virginia. Mức thu hoạch năm 1896 là 22.000 tấn (metric ton). Năm 1996 mức thu hoạch chỉ con 100 tấn. Một số tiểu bang sớm nhìn thấy nguy cơ đã áp dụng nhiều biện pháp bảo tồn và phục hồi. Năm 1993 Virginia cấm đánh bắt cá shad trên sông Potomac và ở vịnh Chesapeake. Hệ thống các fish lifts mở lối thoát cho cá vượt dòng được mở trên các đập ngăn sông Susquehanna, Rock Creek, Patapsco, James River...
Cá này mà kéo cần khi bị mắc câu nhưng chiến đấu đên cùng, nó hết chạy dọc lại quay sang chạy ngang rồi tung mình phóng lên mặt nước để gỡ lưỡi, so với các loài cá khác có cùng kích thước, thì cá là số một về sức chạy và sự chống trả quyết liệt khi bị dính câu. Cá được nấu được nhiều món, từ nấu canh ngót, kho mặn, đến ướp sả ớt chiên dòn hay nạo ra làm chả. Người Nhật và người Hàn Quốc coi các món ăn chế biến từ cá bẹ là món ngon. Cách dễ làm dễ ăn là hầm rục (còn gọi là kho rục) với cà chua và gia vị. Ăn với cơm hoặc bánh mì. Cách thứ hai là ướp gia vị rồi bọc giấy bạc nướng lửa than. Ăn cá cách này thưởng thức mùi thơm trước khi nếm vị ngọt. Trong gia vị của hai cách này luôn có sả tươi. Cách thứ ba là bào lấy thịt quết chả. Chả cá bẹ chiên hoặc hấp đều ngon. 